# Denis Istomine
Pour les articles homonymes, voir Istomine.
Ne pas confondre avec le joueur de tennis Denis Istomin
Denis Dmitrievitch Istomine - en russe : Денис Дмитриевич	
Истомин et en anglais : Denis Istomin - (né le 12 janvier 1987 à Tcheliabinsk en Union des républiques socialistes soviétiques) est un joueur professionnel russe de hockey sur glace,.

## Biographie

### Carrière de joueur
En 2005, il débute avec le Traktor Tcheliabinsk dans la Vyschaïa Liga. Il est choisi au cours du repêchage d'entrée 2005 dans la Ligue nationale de hockey par les Blackhawks de Chicago en 4e ronde, en 117e position. Il est cependant resté en Russie. Il met un terme à sa carrière en 2008.

### Carrière internationale
Il a représenté la Russie en sélections jeunes.

## Statistiques
| Saison    | Équipe                   | Ligue         |    | Saison régulière | Saison régulière | Saison régulière | Saison régulière | Saison régulière |   | Séries éliminatoires | Séries éliminatoires | Séries éliminatoires | Séries éliminatoires | Séries éliminatoires |
| Saison    | Équipe                   | Ligue         | PJ | B                | A                | Pts              | Pun              | PJ               | B | A                    | Pts                  | Pun                  |                      |                      |
| 2004-2005 | Traktor Tcheliabinsk     | Vyschaïa Liga | 42 | 11               | 5                | 16               | 24               | 8                | 1 | 1                    | 2                    | 4                    |                      |                      |
| 2004-2005 | Traktor Tcheliabinsk 2   | Pervaïa Liga  | 1  | 0                | 0                | 0                | 0                |                  |   |                      |                      |                      |                      |                      |
| 2005-2006 | Torpedo Nijni Novgorod   | Vyschaïa Liga | 4  | 0                | 3                | 3                | 2                | -                | - | -                    | -                    | -                    |                      |                      |
| 2005-2006 | Torpedo Nijni Novgorod 2 | Pervaïa Liga  | 2  | 0                | 1                | 1                | 0                |                  |   |                      |                      |                      |                      |                      |
| 2005-2006 | Vitiaz Tchekhov          | Superliga     | 47 | 4                | 4                | 8                | 4                | -                | - | -                    | -                    | -                    |                      |                      |
| 2006-2007 | Metallourg Magnitogorsk  | Superliga     | 6  | 0                | 1                | 1                | 6                | -                | - | -                    | -                    | -                    |                      |                      |
| 2006-2007 | Vitiaz Tchekhov          | Superliga     | 15 | 0                | 3                | 3                | 6                | -                | - | -                    | -                    | -                    |                      |                      |
| 2007-2008 | Kapitan Stoupino         | Vyschaïa Liga | 20 | 2                | 11               | 13               | 4                | -                | - | -                    | -                    | -                    |                      |                      |

### En équipe nationale
| Année | Compétition                          |   | PJ | B | A | Pts | Pun | +/-             |  | Résultats |
| 2005  | Championnat du monde moins de 18 ans | 4 | 0  | 2 | 2 | 2   | -1  | Cinquième place |  |           |